# Statusul Romano-Catolic din Transilvania
Statusul Romano-Catolic din Transilvania (în maghiară Erdélyi Római Katolikus Státus) este autoguvernarea formată din credincioșii romano-catolici transilvăneni încă din secolul al XVII-lea. Statusul nu s-a ocupat cu aspectele legate de credință și treburile interioare ale bisericii, sarcina lui era reprezentarea externă a intereselor bisericii și întreținerea proprietății bisericești. Organul său decizional este adunarea generală care reprezintă pe romano-catolicii transilvăneni, iar consiliul de administrație pune în aplicare deciziile.